# بديعة موحد
أمينة بديعة موحِّد (بالتركية: Emine Bedia Muvahhit)‏ ، (أمينة بديعة شكيب) (ولدت في 16 يناير عام 1897 في مدينة إسطنبول وتوفيت في 20 يناير عام 1994 في مدينة إسطنبول) ممثلة تركية وسينمائية. تعد أول ممثلة مسلمة بتركيا.
درست بديعة موحِّد في مدرسة الارتقاء بمدينة كاديكوي ثم درست في مدرسة نوتردام داي سيون الثانوية. وتعلمت اللغة الفرنسية واللغة اليونانية وهي في سن مبكر. وكانت بديعة موحِّد واحدة من أوائل النساء الذين عملوا في شركة الهاتف حيث أنها تأسست حينما كانت تواصل بديعة تعليمها. وفي عام 1921 بدأت بديعة موحِّد تدريس اللغة الفرنسية في مدرسة إيرينكوي الثانوية للبنات.
بدأت بديعة موحِّد حياتها الفنية في عام 1908. ولكنها التحقت بالمعهد الموسيقي الذي تأسس حديثاً في عام 1914. وفي عام 1918 تزوجت بديعة موحِّد بالفنان أحمد رأفت موحِّد. وفي عام 1923 قامت بديعة موحِّد بتمثيل أول فيلم لها وكان فيلم مقتبسا من رواية «قميص من لهب» لخالدة أديب أديوار حيث أنها قد بدأته باقتراح من محسن إرطغرل. وكانت بديعة موحِّد واحدة من أوائل الممثلات مع نيرة ناير بالسينما التركية وذلك بشخصية عائشة التي مثلتها في هذا الفيلم.
وفي عام 1923 بدأت بديعة موحِّد الحياة المسرحية وذلك بخروجها على خشبة المسرح في مسرحية بعنوان «القانون الجنائي». وعلى مدار حياتها الفنية مثلت بديعة موحِّد في العديد من الأفلام السينمائية وفيما يقرب من مائتين مسرحية. وفي عام 1927 عقب وفاة زوجها تزوجت بديعة موحِّد مرة أخرى بعازف البيانو فردي فون ستاتزر. وفي عام 1951 إنفصلت بديعة موحِّد عن زوجها وفي عام 1975 تقاعدت بديعة موحِّد عن مسارح المدينة. وفي عام 1987 حازت بديعة موحِّد على لقب فنان الدولة.
تدهورت الحالة الصحية لبديعة موحِّد في شهر ديسمبر عام 1993 وتوفيت في 20 يناير عام 1994 عن عمر يناهز السابعة والتسعون من عمرها ودفُنت في مقبرة آشيان أسري. ويوجد لدى بديعة موحِّد غلاماً يُدعى شعيب سينا أربيل (1922 – 8 سبتمبر 1991)، ولديها أيضاً حفيدين باسم زينب و علي وثلاث أحفاد باسم أصلي، ونازلي و عائشة.
قد نظم مظفر تشاغلار مؤسس مسرح " SAHNE TOZU " جوائز مسرح بديعة موحِّد في عام 2010 كل عاماً في مدينة إزمير.

## الأفلامالتي مثلتها
- المخلب – 1917
- الجاسوس – 1917
- قميص من لهب – 1923
- في شوارع إسطنبول – 1931
- إذا خدعني زوجي – 1933
- أغاني متوقعة – 1953
- العطلة – 1954
- العيون الحزينة – 1955
- الإنتاج الأخير – 1955
- وجوه لا تبتسم – 1955
- المحطمون – 1961
- لا يستمع القلب لأي أمر – 1962
- عروس لليلة واحدة – 1962
- الحفيد المضطرب – 1962
- برميل بارود – 1963
- الفتيات الشابات – 1963
- أرصفة إسطنبول – 1964
- كلابر – 1964
- جناح المهوسيين – 1964
- رياح الشباب – 1964
- طفل الشعب – 1964
- حمل والدته – 1964
- هيا لنتصالح – 1964
- أحمد المفلس مع الفتاة الشاحبة – 1964
- فهو خادم كما قولت – 1964
- دائما تلك الأغنية – 1965
- دموع الفرح – 1965
- النظام المتدهور – 1966
- دموع الحب – 1966
- الرين – 1966
- فتاة الشارع – 1966
- هي امرأة – 1966
- حينما يكون حبيبي فناناً – 1966
- ابنة السائق – 1966
- من أجل الأبناء – 1967
- أنت ملكي – 1967
- الحياة السامة – 1967
- أجمل امرأة بالعام – 1968
- الكاتب – 1968
- الغجر الساخن – 1969
- الملاك الملون – 1969
- الخطاب الأخير – 1969
- حبيبي الجذاب – 1969
- الشقي – 1970

## بعضالمسرحياتالتي مثلتها
- رشوة الإشاعة
- قطعة حجر
- الممثل كين
- Yorgaki Dandini
- هاملت
- طائر الدولة
- الليلة الثانية عشر
- الآنسة جولي
- قاضي وكالة آتوس
- الغول
- مرواي
- النهر المتدفق بإتجاه معاكس
- أطُيح بالمثانة
- تاجر البندقية
- منزل الموتى
- فيما خلف القفص
- الجمجمة
- الحياة الفاخرة
- الخفافيش
- المفتشون
- آلات الجاز
- المنفوش
- Fermanlı Deli Hazretleri
- انطفاء الشمع
- بين الرعاع
- دائرة الطباشير
- التوت
- البلدة الصغيرة
- مسرحية داخل مسرحية
- ذات قصر مجنون
- الجريمة والعقاب
- معجزة مزدوجة
- القادمين في وقت متأخر
- أعُطيك ملك
- تماثيل بوذا المهذبة
- المجنون الحائل
- الحسناء الخارجة للسد

## روابط خارجية
- بديعة موحد على موقع IMDb (الإنجليزية)
- بديعة موحد على موقع قاعدة بيانات الفيلم (الإنجليزية)
- بديعة موحد على موقع كينوبويسك (الروسية)